# Джейк Паркер
Джейк Паркер (англ. Jake Parker) — американський творець коміксів, концептуальний художник, ілюстратор і аніматор. Паркер працював художником-декоратором для Blue Sky Studios, де брав участь у створенні анімаційній фільмів «Хортон», «Ріо» та «Епік». Паркер — ілюстратор дитячих книжок; серед його робіт — бестселер «Маленький снігоочисник» 2015 року за версією New York Times. У 2016 році він написав та проілюстрував свою першу дитячу книгу «Маленький робот і горобець», на яку його надихнув комікс «Робот і горобець». Він є творцем Inktober, популярного щорічного жовтневого марафону малювання чорнилом.

## Життя і кар'єра
Джейк Паркер виріс у Месі, штат Аризона. Він зацікавився малюванням у юному віці під впливом художників-карикатуристів Білла Воттерсона, Джима Лі та Майка Міньоли. Після закінчення коледжу Паркер працював асистентом аніматорів у Fox Animations Studios у Феніксі, штат Аризона, і взяв участь у створенні фільму «Титан після загибелі Землі». Після закриття анімаційної студії Паркер займався графічним дизайном, дизайном музейних виставок і відеоігор. Він переїхав до Коннектикуту, щоб працювати художником-декоратором у Blue Sky Studios, де брав участь у анімаційних фільмах «Хортон», «Ріо» та «Епік». Паркер переїхав із дружиною та п'ятьма дітьми до Прово, штат Юта, щоб викладати ілюстрацію в Університеті Бригама Янга (BYU).
Паркер також є співзасновником і викладачем освітнього вебсайту з ілюстрації, Society of Visual Storytelling, що пропонував онлайн-лекції наживо, а згодом підписку на записані лекції. Його оповідання включено до трьох томів антології коміксів Flight. На його комікс «Робот і горобець» вплинули Кальвін і Гоббс. Паркер ілюстрував дитячі книжки, такі як бестселер New York Times 2015 року «Маленький снігоочисник», «Війни зубних фей» і «12 різдвяних саней». Він написав та проілюстрував свою першу книгу, дитячу книжку під назвою «Маленький робот і горобець», засновану на його коміксі «Робот і горобець».
Паркер і його дружина мають п'ятеро дітей і живуть в Аризоні. Один із його синів, Тейт Паркер, також малює комікси.

## Inktober
У 2009 році Паркер започаткував Inktober, популярний щорічний жовтневий марафон малювання чорнилом (тільки авторучкою). Оголошення було розміщене у його блозі. Inktober (від англ. ink, чорнило, та october, жовтень) — це завдання щодня упродовж жовтня створювати один малюнок чорнилом та публікувати його в соціальних мережах; початково Паркер задумував це завдання як мотиваційний виклик для себе, щоб покращити власні навички. Приблизно з 2016 року Паркер публікує список «підказок» для кожного дня. Деякі художники, що беруть участь, малюють серії малюнків, що об'єднані спільною темою. Учасники підійшли до виклику як до можливості попрактикуватися та поділитися своїм мистецтвом, малюючи в різних стилях мистецтва та використовуючи різноманітні медіа. У жовтні 2015 року з нагоди Inktober в Instagram було опубліковано понад 1 мільйон малюнків.
Паркер також започаткував «Art Drop Day», який відзначається в перший вівторок вересня, щоб заохотити художників спілкуватися з іншими фізично.
Паркер зареєстрував «Inktober» як торгову марку в 2019 році, після чого деякі художники-учасники отримали повідомлення з вимогою припинити продаж робіт, створених під час конкурсу. Пізніше Паркер уточнив, що використання слова «Inktober» у підзаголовках дозволено, але використання логотипу заборонено. До його роз'яснення Твіттером ширилися заклики бойкотувати Inktober, оскільки він став популярним завдяки роботам менш популярних художників, яких тепер карають за продаж робіт, натхненних ним. Дописувачі також висловили занепокоєння щодо надання безкоштовної реклами Inktober як бренду.
Напередодні очікуваної дати виходу нової книги Паркера «Інктобер цілий рік: Ваш замінний посібник із малювання чорнилом» автор Альфонсо Данн на своєму YouTube-канал виклав детальне порівняння власної роботи та частини нової книги Паркера, звинувачуючи останнього в плагіаті.

## Публікації
- Out of Picture 2: Art from the Outside Looking In Villard (3 червня 2008)[25]
- Missile Mouse: Rescue on Tankium3 GRAPHIX (2011)[26]:236
- Missile Mouse: The Star Crusher GRAPHIX (2010)[26]:236
- The Astonishing Secret of Awesome Man Balzer + Bray (6 вересня 2011)[27]
- The Antler Boy and Other Stories Jake Parker Productions (2012) [26]:507
- Apples A to Z Scholastic Press (1 серпня 2012)[28]
- Nuthin' But Mech Design Studio Press (15 серпня 2012)[29]
- The Girl Who Wouldn't Brush Her Hair Schwartz & Wade (10 вересня 2013)[30]
- Explorer: The Lost Islands Amulet Books (15 жовтня 2013)[31]
- Nuthin' but Mech, Volume Two Design Studio Press (15 червня 2014)[29]
- The Tooth Fairy Wars Atheneum Books for Young Readers (15 липня 2014)[32]
- Rocket Raccoon Issues 5-6 and 9–11. 2014-2015 [33]
- The Little Snowplow Candlewick (13 жовтня 2015)[34]
- Who's the Grossest of Them All? (2016)[35]
- Little Bot and Sparrow (27 вересня 2016)[8]
- The 12 Sleighs of Christmas (жовтень 2017)[36]
- SkyHeart Book One: The Search for the Star Seed (2018)[37]
- Goldilocks for Dinner: A Funny Book About Manners (липень 2019)[38]
- The Little Snowplow Wishes for Snow (жовтень 2019)[39]
- Inktober All Year Round: Your Indispensable  Guide to Drawing With Ink [40]

### Flight
- «The Robot and the Sparrow.» Flight, Volume Two Villard (April 10, 2007)[41]
- «Hugo Earhart.» Flight, Volume One Villard (April 10, 2007)[42]
- «Missile Mouse: The Guardian Prophecy.» Flight Explorer Villard (March 25, 2008)[43]
- Flight, Volume Eight Villard (June 28, 2011)[29]

### Кіноробота
- Titan A.E. — Fox Animation Studios (2000)
- Хортон — Blue Sky Studios (2008)
- Льодовиковий період 3: Ера динозаврів — Blue Sky Studios (2009)[44]
- Rio — Blue Sky Studios (2011)
- Epic — Blue Sky Studios (2013)